# Färjeterminal

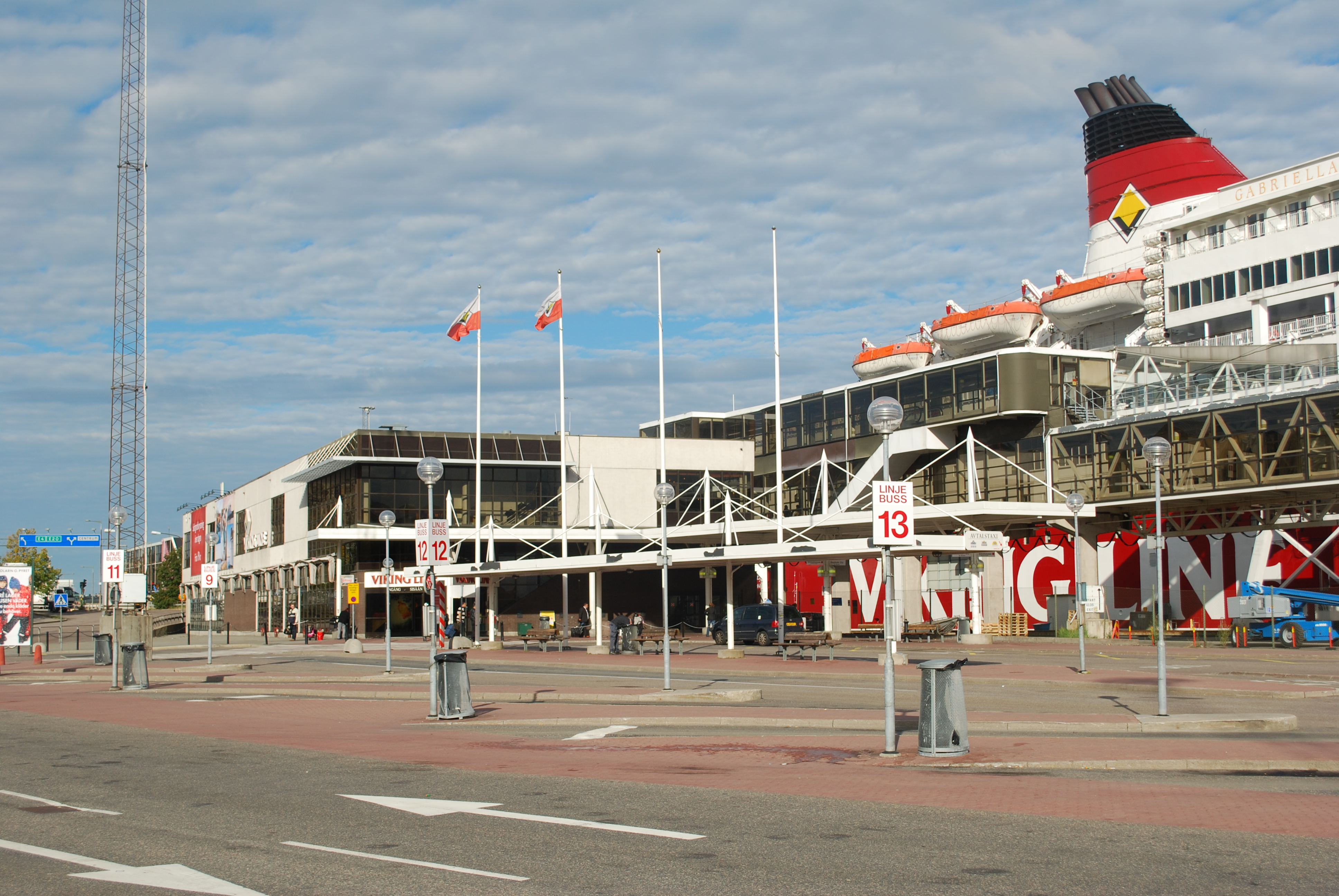
Stadsgårdskajen i Stockholm, där en av Viking Lines färjeterminaler ligger.

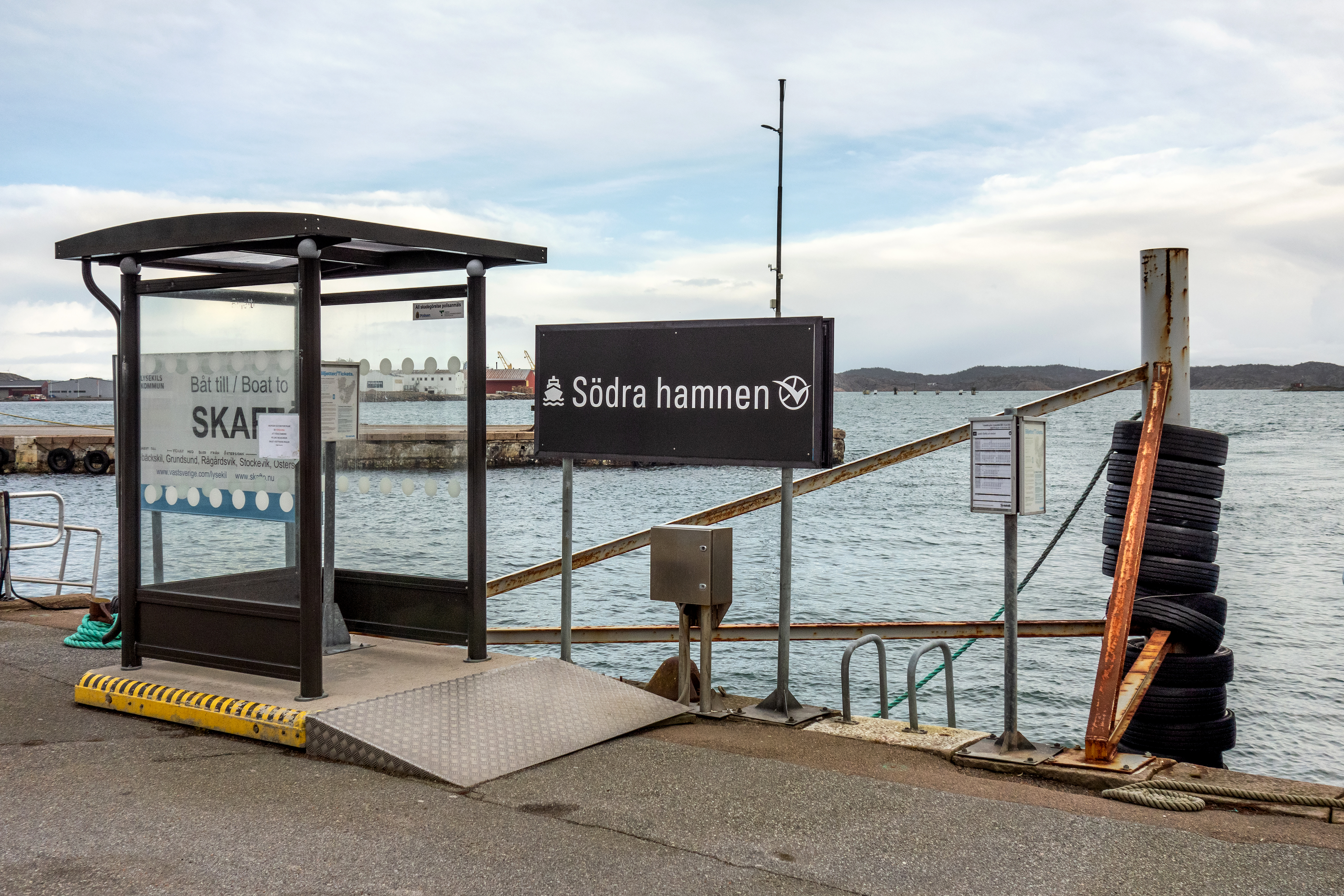
Terminal för färjan till Skaftölandet i Södra hamnen, Lysekil

En färjeterminal är en plats där fartyg (exempelvis kryssningsfartyg och passagerarfartyg) lägger till för att ta emot passagerare, bilar och last.
Passagerarna går ombord på fartyget med hjälp av en landgång och bilarna lastas ombord via en ramp ombord på fartyget.
Färjeterminalerna kan variera kraftigt: vissa terminaler, kanske i stora hamnar, har passagerarutrymmen som är jämförbara med medelstora flygplatser, medan en terminal på en liten öplats bara kan ha medel att binda fartyget och en kort ramp för att möjliggöra fordon som ska drivas på den.
Färjeterminaler kan ha flera bryggor för att hantera mer än ett fartyg samtidigt.